# Bridge City (Texas)
Bridge City è un comune degli Stati Uniti d'America, situato in Texas, nella contea di Orange.